# Charles Mathias

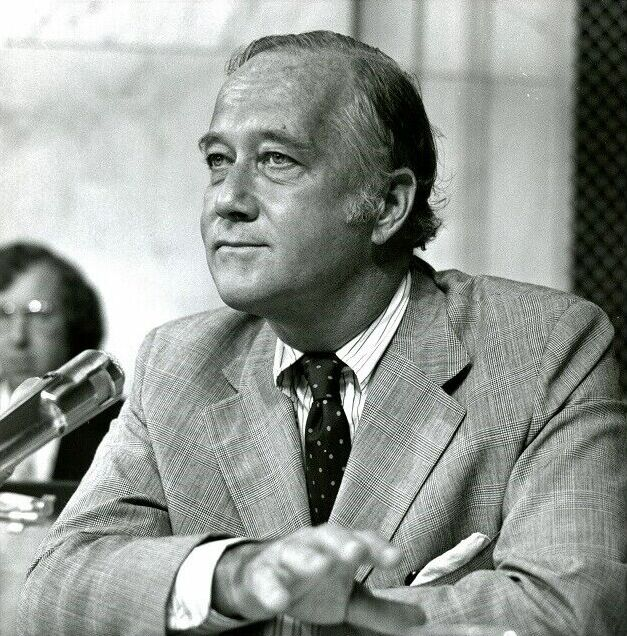
Charles Mathias

Charles McCurdy "Mac" Mathias, Jr., född 24 juli 1922 i Frederick, Maryland, död 25 januari 2010 i Chevy Chase, Maryland, var en amerikansk republikansk politiker. Han representerade delstaten Marylands sjätte distrikt i USA:s representanthus 1961–1969. Han var sedan ledamot av USA:s senat från Maryland 1969–1987. Från och med 2022 är han den siste republikanen som har tjänstgjort som amerikansk senator från Maryland.
Mathias deltog i andra världskriget i USA:s flotta. Han utexaminerades 1944 från Haverford College och studerade sedan vidare vid Yale University. Han avlade 1949 juristexamen vid University of Maryland School of Law.
Mathias var stadsåklagare i Frederick 1954–1959. Han besegrade sittande kongressledamoten John R. Foley i kongressvalet 1960. Han omvaldes 1962, 1964 och 1966. Mathias besegrade sittande senatorn Daniel Brewster i senatsvalet 1968. Han besegrade demokraten Barbara Mikulski i senatsvalet 1974 med 57% mot 43% för Mikulski. Han vann sedan lätt mot Edward T. Conroy i senatsvalet 1980. Demokraten Conroy profilerade sig som mera konservativ än Mathias. Som liberal republikan hade Mathias ett svårt förhållande till Ronald Reagan och han bestämde sig för att inte ställa upp i senatsvalet 1986. Mathias efterträddes i januari 1987 som senator av demokraten Mikulski.
Mathias var anglikan. Han insjuknade i Parkinsons sjukdom och avled 2010 hemma i Chevy Chase som är en av de norra förorterna till Washington, D.C.